# ديفيد هوتون (لاعب كرة قدم بريطاني)
ديفيد هوتون (بالإنجليزية: David Hutton)‏ هو لاعب كرة قدم بريطاني، ولد في 18 مايو 1985 في غلاسكو في المملكة المتحدة. لعب مع دونفرملين أثلتيك وكوين أوف ساوث ونادي آير يونايتد ونادي أبردين ونادي غرينوك مورتون وهاميلتون أكاديميكال.

## وصلات خارجية
- ديفيد هوتون على موقع قاعدة بيانات كرة القدم.إي يو (الإنجليزية)
- ديفيد هوتون على موقع Soccerbase.com (لاعب) (الإنجليزية)